# Karolewo (Sępopol)
Karolewo (deutsch Karlsfelde, auch Carlsfelde) ist ein Ort in der polnischen Woiwodschaft Ermland-Masuren. Er gehört zur Gmina Sępopol (Stadt- und Landgemeinde Schippenbeil) im Powiat Bartoszycki (Kreis Bartenstein).

## Geographische Lage
Karolewo liegt unmittelbar an der östlichen Stadtgrenze von Sępopol (deutsch Schippenbeil) in der nördlichen Mitte der Woiwodschaft Ermland-Masuren, 15 Kilometer östlich der Kreisstadt Bartoszyce (Bartenstein).

## Geschichte
Der vor 1912 auch Carlsfelde genannte kleine Ort war ein Vorwerk und bis 1945 Wohnplatz der Gemeinde (teilweise: Gutsbezirk) Romsdorf (polnisch Romankowo) im ostpreußischen Kreis Friedland (ab 1927: Kreis Bartenstein). Im Jahre 1905 zählte Karlsfelde 33 Einwohner.
Als 1945 in Kriegsfolge das gesamte südliche Ostpreußen an Polen fiel, bekam Karlsfelde die polnische Namensform „Karolewo“. Der Ort ist heute Teil der Stadt- und Landgemeinde Sępopol (Schippenbeil) im Powiat Bartoszycki (Kreis Bartentein), von 1975 bis 1998 der Woiwodschaft Olsztyn, seither der Woiwodschaft Ermland-Masuren zugeordnet.

## Kirche
Bis 1945 war Karsfelde in die evangelische Kirche Schippenbeil (polnisch Sępopol) in der Kirchenprovinz Ostpreußen der Kirche der Altpreußischen Union, außerdem in die römisch-katholische Kirche St. Bruno Bartenstein (polnisch Bartoszyce) im Bistum Ermland eingepfarrt.
Heute gehört Karolewo zur katholischen Pfarrei Sępopol im jetzigen Erzbistum Ermland, außerdem zur evangelisch-augsburgischen Kirche Bartoszyce, einer Filialkirche von Kętrzyn (Rastenburg) in der Diözese Masuren.

## Verkehr
Über die ulica Mickiewicza gelangt man direkt von Sępopol nach Karolewo. Eine Bahnanbindung besteht nicht. Bis 1944 und auch später war Schippenbeil resp. Sępopol die nächste Bahnstation. Sie lag an der Kleinbahn Wöterkeim–Schippenbeil (Linie 258 der PKP), die zunächst kriegsbedingt eingestellt, dann aber zwischen 1950 und 1953 sowie von 1975 bis 1990 wiederbelebt, danach jedoch geschlossen und die Anlagen bereits demontiert wurden.